# Дурово (Верещагинский район)
Дурово — деревня в Верещагинском районе Пермского края. Входит в состав Зюкайского сельского поселения.

## Географическое положение
Деревня расположена вблизи реки Лысьва, примерно в 3 км к северу от административного центра поселения, посёлка Зюкайка.

## Население
| 2010 |
| ---- |
| 44   |

## Улицы
- Первомайская ул.

## Топографические карты
- Лист карты O-40-62 Верещагино. Масштаб: 1 : 100 000. Издание 1962 г.